# William Lehman
William Lehman (Saint Louis, 1901. december 20. – Saint Louis, 1979. január) egykori amerikai válogatott labdarúgó.